# کانتون اومبقیو ان بوژه
کانتون اومبقیو ان بوژه (به فرانسوی: Canton d'Ambérieu-en-Bugey) یک منطقهٔ مسکونی در فرانسه است که در ان (اوورنی-رون-آلپ) واقع شده‌است.